# غاري دبليو كلير
غاري كلير (بالإنجليزية: Gary Keller) هو مؤلف أمريكي وَمُقاول عقارات، وهو أَحد المساهمين في تأسيس شركة كيلر وليامز العقارية، وهي شركه ذات امتياز عقاري دولي ومقرها في أوستن في تكساس
لَه عدة مؤلفات من بينها كتاب «المليونير المستثمر للعقارات» والذي تصدر قائمه أفضل الكُتب مبيعاً حَسب نيويورك تايمز وَالبيسنيس ويك على حد سواء، وَلهُ كتاب «الشيء الوَحيد» الذي حاز على المرتبة الأولى ضمن قائمه أفضل الكتب مبيعاً حسب صحيفة الوول ستريت للأعمال. يَشغل غاري حالياً منصب رئيس مجلس الإدارة في شركة كيلر وليامز العقارية.